# ࢸ
ࢸ‬ – litera rozszerzonego alfabetu arabskiego, wykorzystywana w dialekcie Baraawe języka suahili. Używana jest do oznaczenia dźwięku [ʈ], tj. spółgłoski zwartej z retrofleksją bezdźwięcznej. 

## Postacie litery
| Postać: | izolowana | końcowa | środkowa | początkowa |
| ------- | --------- | ------- | -------- | ---------- |
| Wygląd: | ࢸ‬         | ـࢸ‬      | ـࢸـ‬      | ࢸـ‬         |

## Kodowanie
| Znak                   | ࢸ                                      | ࢸ                                      |
| ---------------------- | -------------------------------------- | -------------------------------------- |
| Nazwa w Unikodzie      | Arabic letter Teh with small Teh above | Arabic letter Teh with small Teh above |
| Kodowanie              | dziesiątkowo                           | szesnastkowo                           |
| Unicode                | 2232                                   | U+08B8                                 |
| UTF-8                  | 224 162 184                            | e0 a2 b8                               |
| Odwołania znakowe SGML | &#2232;                                | &#x08B8;                               |